# شهر بلغار
شهر بُلغار 

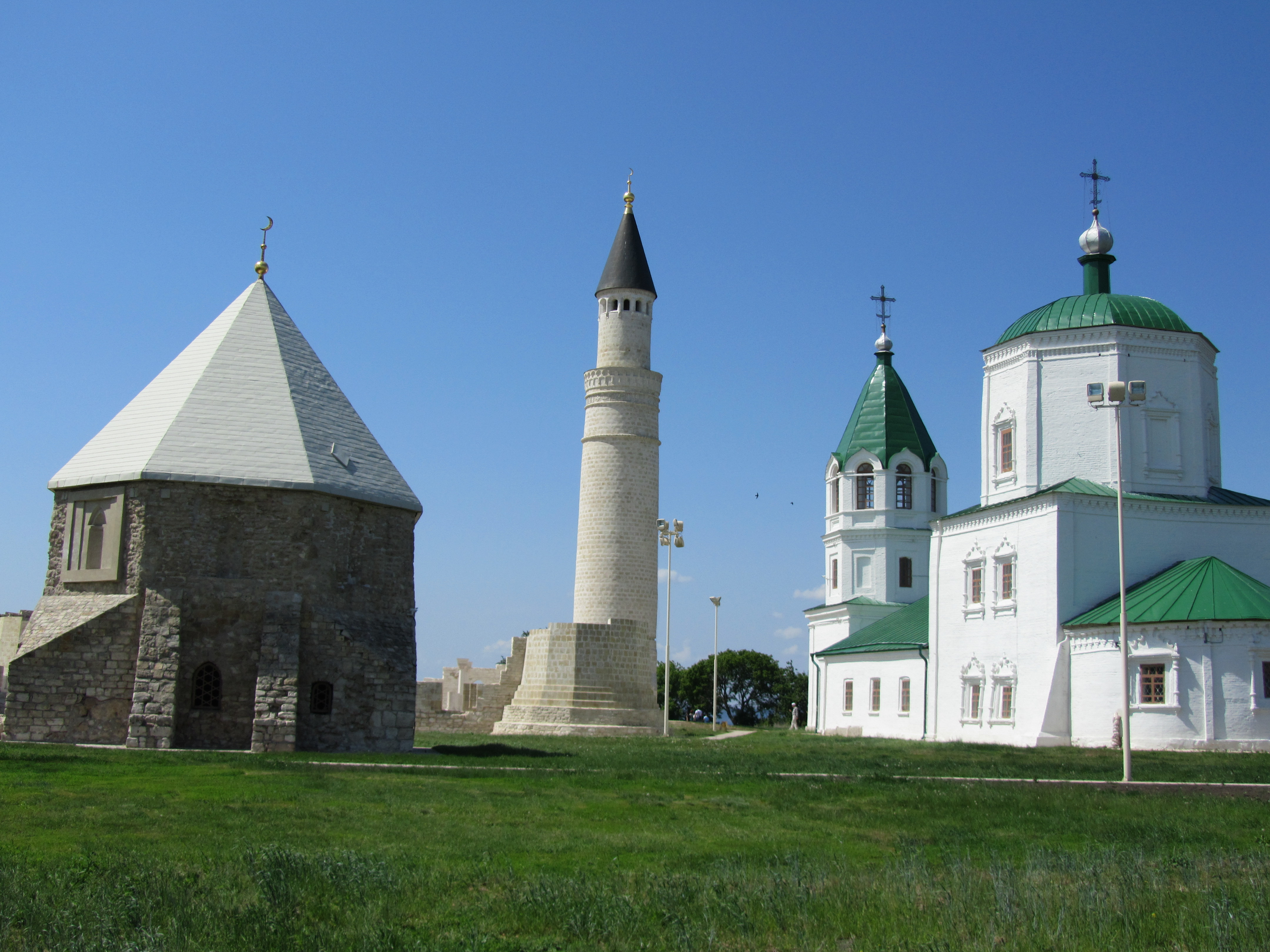
شهر بلغار

(به تاتاری: Шәһри Болгар، برگرفته از فارسی «شهر بلغار») شهری قدیمی بود که از سده هشتم تا پانزدهم میلادی به‌طور ادواری پایتخت بلغارهای ولگا به‌شمار می‌آمد. پایتخت‌های دیگر ادواری بلغارستان ولگا در آن دوره بیلیار و نور-سوار بودند.
شهر بلغار در کنار رودخانه ولگا و در ۳۰ کیلومتری پیوندگاه این رود با رود کامه قرار داشت. محل این شهرک باستانی حدود ۱۳۰ کیلومتر با کازان، مرکز تاتارستان، فاصله دارد. در غرب شهر بلغار یک شهر کوچک تازه قرار دارد از سال ۱۹۹۱ به آن نیز بلغار گفته می‌شود.
شهر قدیم بلغار از سال ۲۰۱۴ در فهرست میراث جهانی یونسکو قرار گرفته‌است.
مملکت بلغارستان ولگا سلف خانات قازان محسوب می‌شود و آن خانات نیز به نوبه خود شکل اولیه جمهوری امروزی تاتارستان در روسیه بوده‌است. به این خاطر، شهر بلغار بخشی از میراث فرهنگی مردم تاتارستان نیز به‌شمار می‌آید.
مرکز امروزی تاتارستان شهر قازان است اما بسیاری از تاتارها شهر بلغار را همچنان پایتخت مذهبی و باستانی خود می‌دانند که نمودهایی از زندگی مسلمانان بلغار، پیش از حمله مغول به منطقه را، می‌توان در آن دید.
در زمان شوروی شهر بلغار کانون یک جنبش محلی اسلامگرا شد به نام حج کوچک. مسلمانان تاتارستان و دیگر جمهوری‌های شوروی که مجاز به سفر به مکه و انجام آیین‌های حج نبودند به جای آن به شهر بلغار می‌رفتند.

## پیشینه

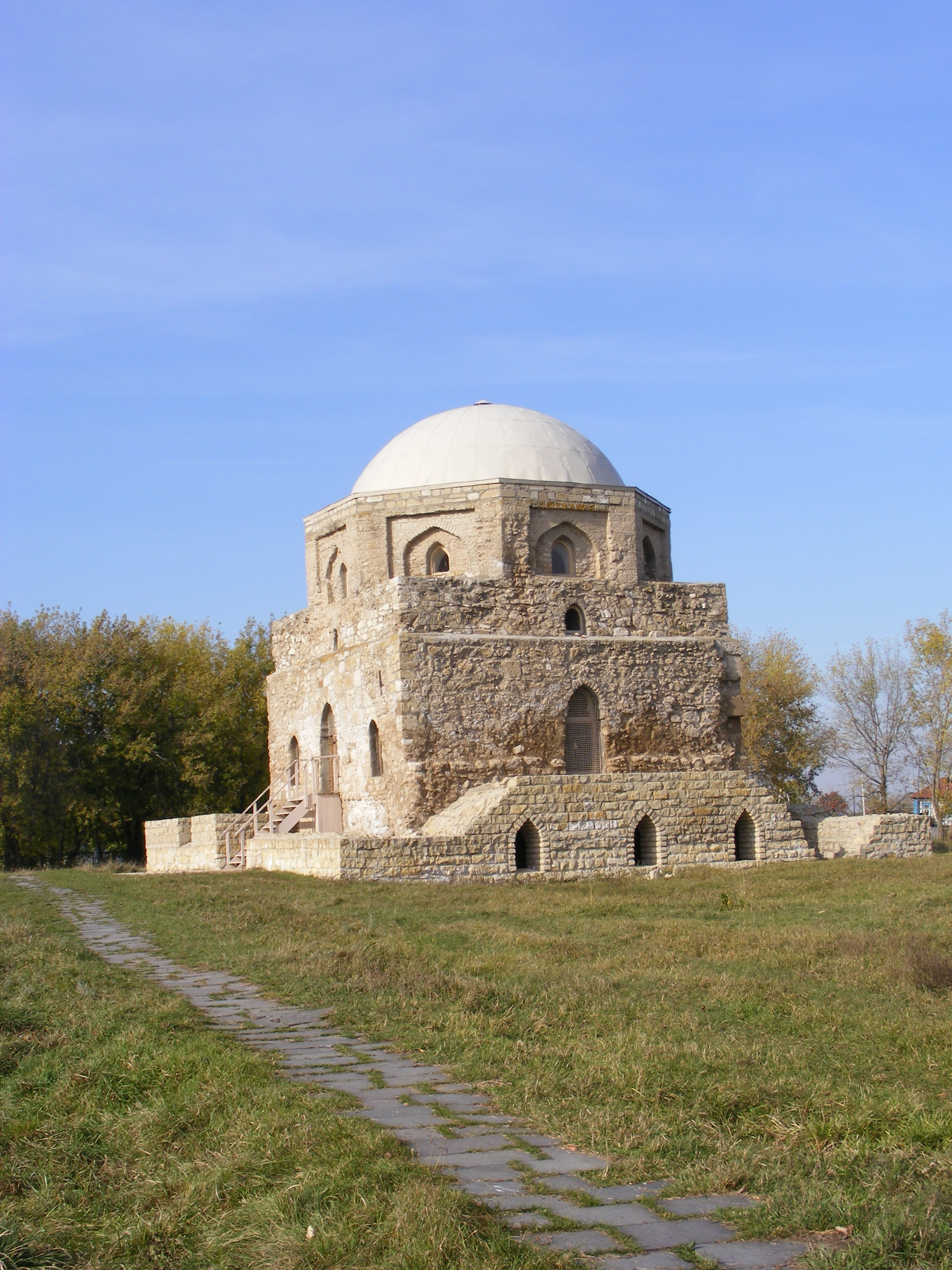
قره‌پولاد یا اتاق سیاه.

مرکزیت شهر بلغار در بلغارستان ولگا به سده هشتم میلادی بازمی‌گردد. تاخت و تازهای متداوم روس‌ها در امتداد رود ولگا و کشمکش‌های داخلی بلغارها، حاکمان بلغارستان ولگا را بر آن داشت تا دوره به دوره پایتخت خود را به بیلیار منتقل کنند. پس از نابودی بیلیار در جریان حمله مغول، پایتخت قدیمی‌تر یعنی شهر بلوار، مرکز یک ولایت جداگانه در اردوی زرین شد. در طول مدت سلطه مغول‌ها، شهر بلغار به رفاه فراوانی رسید و عمارت‌های زیادی در آن ساخته شد به طوری که وسعت آن ۱۰ برابر افزایش یافت.
جنگ تختامیش و تیمور آسیب زیادی به این شهر زد و در سال ۱۳۶۱ بولاق-تمیر به شهر بلغار حمله کرد. پس از آن تیمور لنگ زندگی مردم این شهر را به مخاطره انداخت و پس از آن نیز دزدان دریایی روسی این شهر را غارت کردند. سرانجام در سال ۱۴۳۱ واسیلی نابینا، حاکم دوک‌نشین بزرگ مسکو شهر بلغار را ویران کرد. شهر بلغار تا میانه‌های سده شانزدهم اهمیت خود را به عنوان یک مرکز مذهبی مسلمانان حفظ کرد تا اینکه این ناحیه به عنوان بخشی از خانات قازان توسط ایوان مخوف، تزار روسیه، فتح و جزئی است مملکت روسیه شد.
در زمان چیرگی تزارها، محل شهر قدیم بلغار سکونتگاه روستاییان روس شد. پتر کبیر با صدور یک حکم سلطنتی دستور حفاظت از آثار باقی مانده از شهر قدیم بلغار را داد. این حکم احتمالاً نخستین قانون صادر شده در روسیه برای حفظ و نگهداری از میراث تاریخی بود.